# Lista de navios construídos no Estaleiro Real de Damão
Esta é uma lista de navios construídos no Estaleiro Real de Damão, inclui todos os navios de superfície e submarinos construídos no estaleiro. A lista está organizada e ordenada pelo ano de construção da embarcação 

## Produção
| # | Navio                    | Entidade requesitante | Tipo         | Classe    | Construção           | Notas |
| - | ------------------------ | --------------------- | ------------ | --------- | -------------------- | ----- |
|   | Desconhecido             | Desconhecido          | Chalupa      |           | 1784                 |       |
|   | São Francisco Xavier     | Marinha portuguesa    | Nau de linha | 3ª classe | 1804                 |       |
|   | Dom João I               | Marinha portuguesa    | Corveta      |           | 9 de Outubro de 1828 |       |
|   | Dom Fernando II e Glória | Marinha portuguesa    | Fragata      |           | 1843                 |       |